# コウゾリナ
コウゾリナ（顔剃菜・剃刀菜・髪剃菜・顔剃り菜、学名: Picris hieracioides subsp. japonica）はキク科コウゾリナ属の越年草（二年草）または多年草。日本の野原や道端でふつうに見みられる野草で、植物分類学においてはヨーロッパを中心に分布するセイヨウコウゾリナの亜種とされる。別名、カオソリナ、タンポポナ。和名「コウゾリナ」の由来は、草全体に生えている毛が剛毛で、男性の顔面のひげそのものや、ひげを剃ることから連想して名付けられたとされる。中国名は日本毛連菜。

## 特徴
日本の北海道から九州の範囲に分布する。山地や丘陵地、山野の日当たりのよい草地や土手、荒れ地、道端などでふつうにみられ、やや日陰の場所でも耐える。まばらに、あるいは集団をつくり群生する。
越年草。茎は直立し、伸びると高さ40 - 100センチメートル (cm) になる。根は紡錘状。
全体に褐色の毛がびっしり生えているのが特徴で、若いときはやわらかく、生長した茎葉では毛が硬くなり、触るとざらざらした感触がある。そのため、多くは葉の中心軸が赤褐色を帯びている。
葉には根出葉と茎につく葉があり、根出葉は開花時には枯れている。茎につく葉は互生する単葉で茎を抱き、葉身は長さ8 cmほどの披針形である。倒披針形の根出葉はタンポポに似たへら型で、冬の間はロゼット状に根元から四方に広がって、地面にへばりついて春を迎える。
花期は5 - 11月ごろ。春になると分枝した枝の先に散房状の花序がつき、タンポポを小さくしたような径2 - 2.5 cmの黄色い頭花を咲かせる。頭花は30 - 34個からなる舌状花だけでできている。果実は細長い茶褐色をした痩果で、数本の縦筋があり、多数の横ひだがある。頭果はタンポポのよう羽毛状の冠毛がついて球状になり、冠毛の中に痩果が見える。冠毛は淡い白褐色で、痩果よりも長く、風に乗って飛ばされる。
同じような場所にはブタナが生えていることも多く、ブタナのほうは茎に毛がなく、花茎が枝分かれしていて、途中に葉がないことで区別できる。

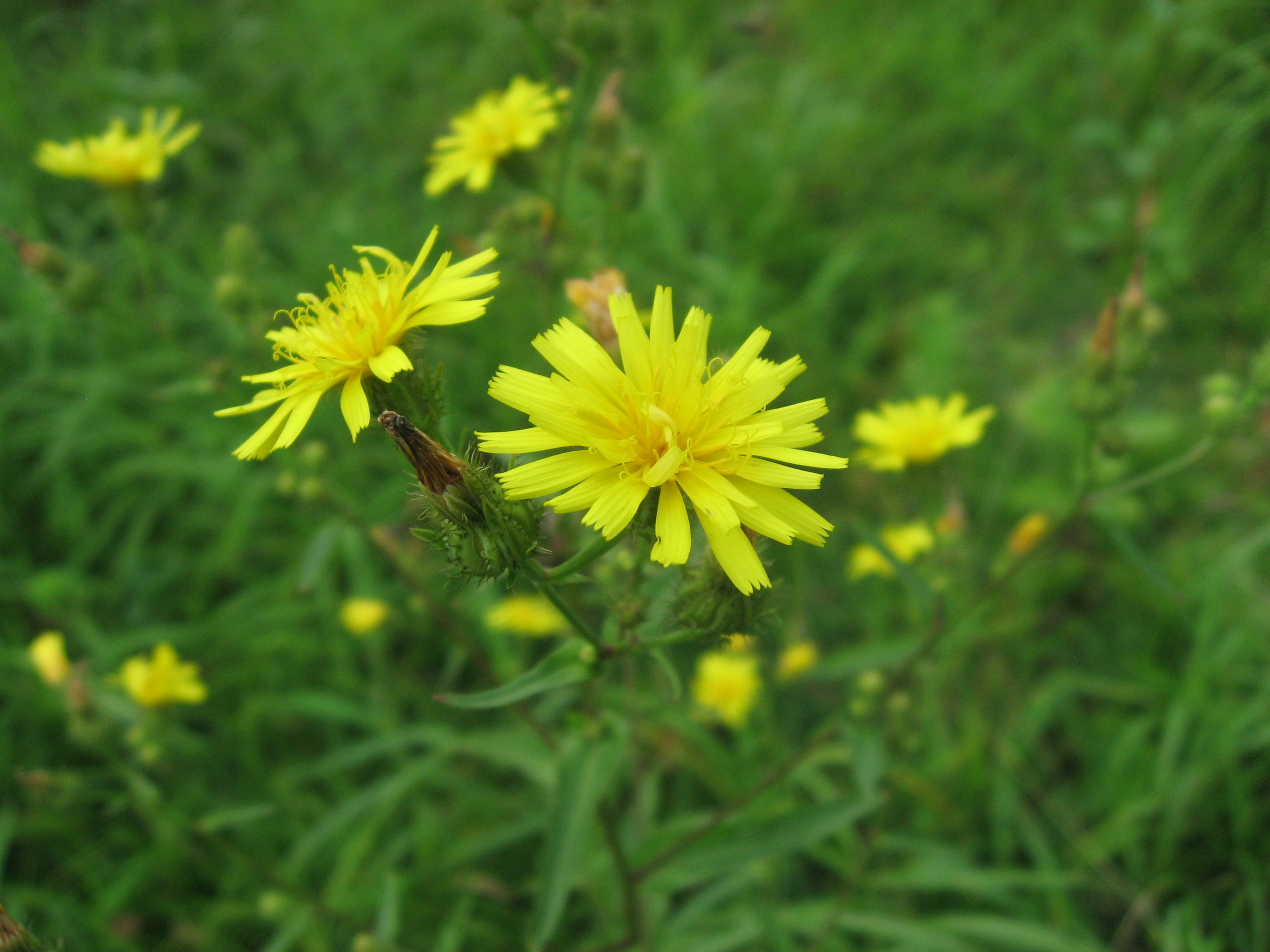
花
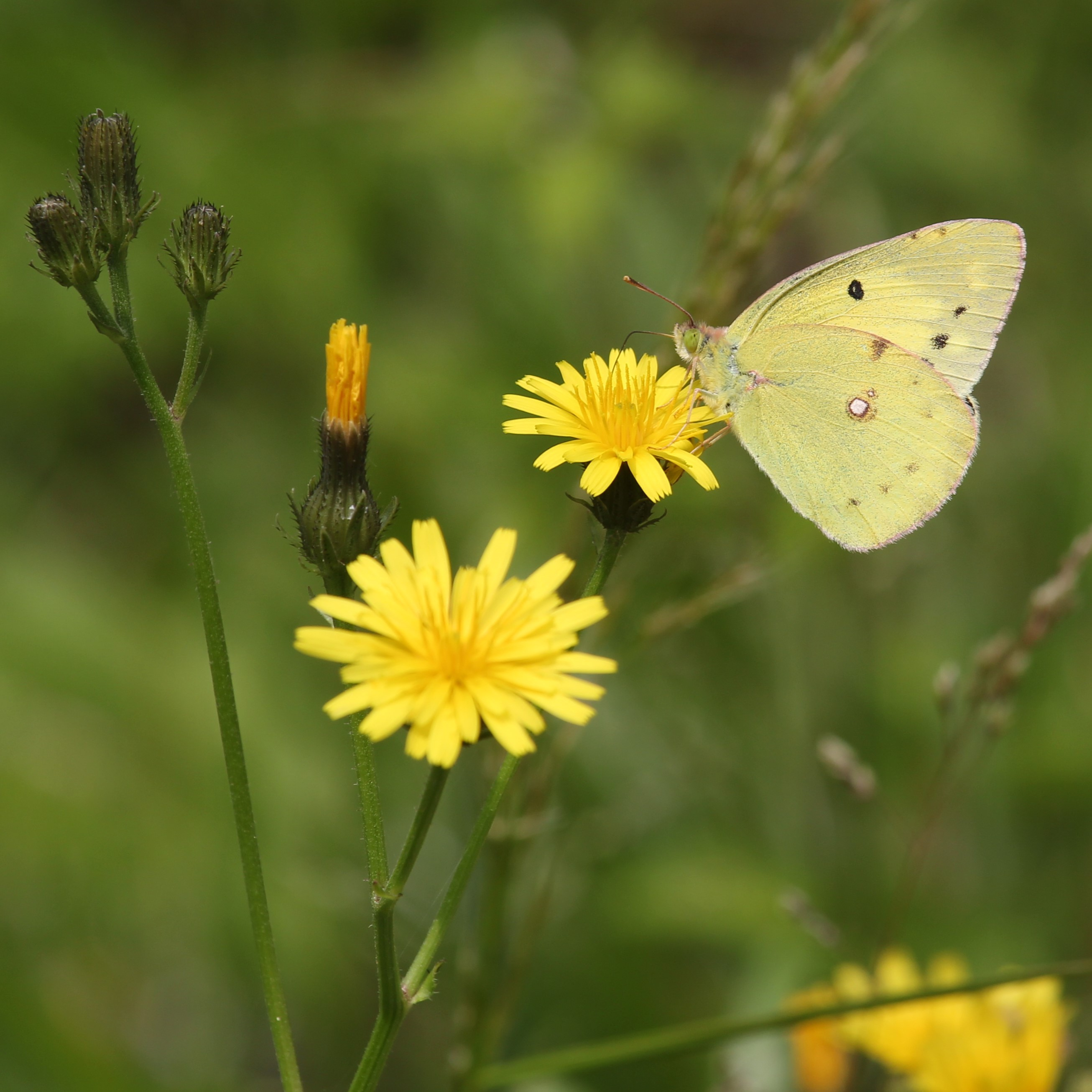
花の蜜を吸うモンキチョウ

## 利用
食べられる野草の一つで、早春から春までの若苗や若葉、茎の先端は食用にできる。ただし、開花する時期には葉は硬くて食用にならない。やわらかい葉をしっかり茹でて、お浸し、和え物、煮浸し、油炒め、汁の実などにしたり、生のまま天ぷら、煮つけ、汁の実にする。食味は灰汁抜きしなくても食べることができ、剛毛があっても茹でたり揚げたりすることで気にならなくなり、クセや苦味はないと評されている。しかし一方で、食べてみて美味だったとする書評はみられないという意見もある。
また、全草を薬用とし、健胃作用や整腸作用があるとされる。